# ヴェンドリンゲン - ウルム高速線
ヴェンドリンゲン - ウルム高速線（ドイツ語: Schnellfahrstrecke Wendlingen–Ulm）はバーデン＝ヴュルテンベルク州ヴェンドリンゲンとウルムを結ぶ高速鉄道である。高速線はシュヴァーベン・ジュラ山脈を貫通して、最高速度は250 km/hに至る。線路はほとんど自動車道A8と並行して、西にシュトゥットガルトと東にウルム中央駅と連結されている。この路線はシュトゥットガルト - アウクスブルク区間の高速新線および改良線プロジェクトの一環として建設されて、ヨーロッパ回廊（Magistrale für Europa）パリ - ブダペスト区間の一部である。欧州連合はプロジェクト費用を一部負担して、50 ％の計画段階の費用と10 ％の建設費を提供した。

## 沿線概況

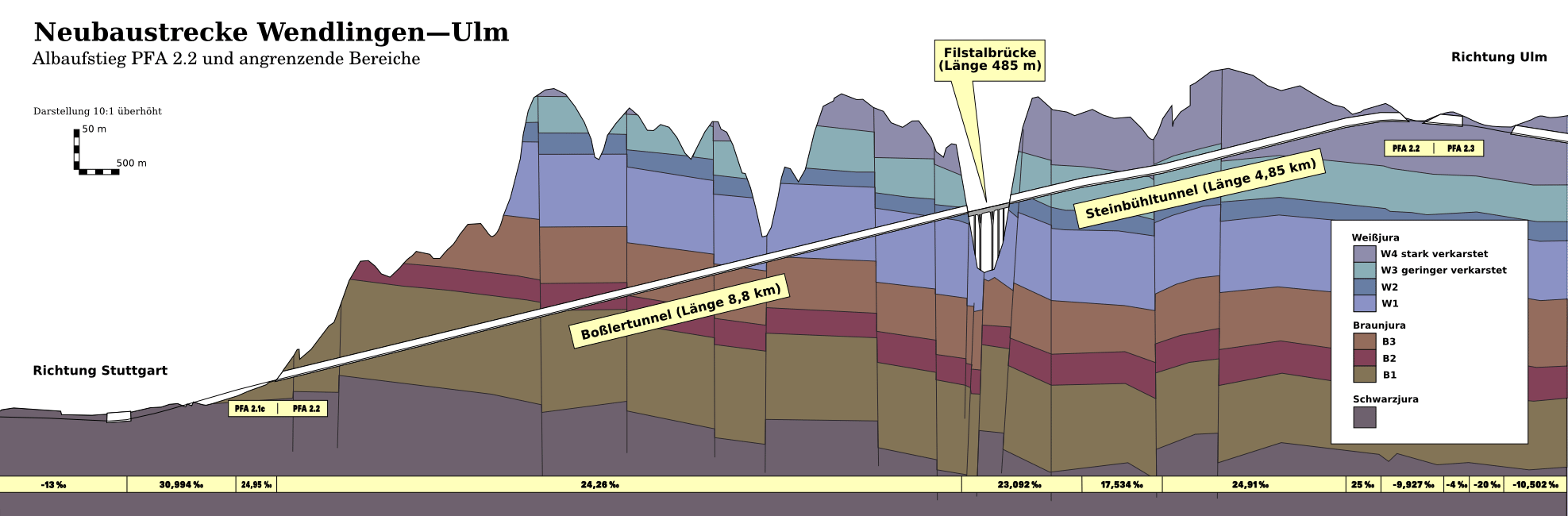
高速新線の勾配および断面図。シュトゥットガルト起点37~38 km区間の勾配は31 ‰に至る。

この新線建設プロジェクトはドイツ鉄道のネッツ21（Netz 21）の一部であり、フランクフルトからミュンヘンまでの所要時間を非常に大きく減らすのが目標であった。2014年当時の予算は29億3920万ユーロで、トンネル工事場の難しい地形とETCSの設置が主に反映された。工事区間は下のようにいくつかの工区に分割されていた。
- 2.1a/b工区: ヴェンドリンゲンでシュトゥットガルト21プロジェクトの1.4工区と直結される区間[3]。
- 2.1c工区: ヴァイルハイムとアイヒェルベルクの間で自動車道の並行区間[4]。
- 2.2工区: アルプ上昇区間（Albausstieg）であり主にボースラーメントンネル、フィルス川高架橋、シュタインビュールトンネルから成っている区間。
- 2.3工区: アルプ高地（Albhochfläche）で自動車道の並行区間。
- 2.4工区: ウルム市内へ伸びるアルプ下降トンネル（Albabstiegtunnel）区間。
- 2.5 a1工区: ウルム中央駅へ接続するための工事区間。

列車はヴェンドリンゲン分岐点でアルプフォアラントトンネルに進入して、トンネルは自動車道A8およびヴェンドリンゲン - オーバーレニンゲン線の下を貫通する。この路線は自動車道と平行に東側に伸びる。アイヒスフェルトトンネルはA8の休憩施設の下を貫通する。列車は東南の方へ方向を転換して、ボースラートンネルに入る。長さ8.8 kmのトンネル出口は入り口より高度213 m上にある。トンネルが貫通する地層はおよそ1億6000万年前に形成された茶色ジュラ紀地層（Brauner Jura）および白いジュラ紀地層（Weißer Jura）である。出口にフィルス川高架橋が直結して、列車は間も無くシュタインビュールトンネルに進入する。長さ4.8 kmのトンネルは線路と共に24 ‰から31 ‰までの勾配で海抜746 mの頂点に伸びる。ライヒンゲン北方からこの路線は地上に伸びて東南の方へ自動車道A8と共に続く。勾配は頂点からウルム方向で13.5 ‰で相対的に平坦である。列車がメルクリンゲン駅を通過する後に、ドルンシュタットとレールの間で自動車道A8から離れ長さ5.9 kmのアルプ下降トンネルに入る。この路線はウルム出口で南の方へ伸びて、列車は在来線およびブレゲンツ線の合流点を経てウルム中央駅に到着する。中央駅の寸前に勾配は177 mの距離で35 ‰まで至る。
この路線ではETCSレベル2の列車制御装置が備えられて、地上装置としてSRS 3.4.0のベースライン3が設置された。変電設備はメルクマールとナーベルンにあって、それぞれ30 MWの電力を供給する。移動通信システムとしてGSM-Rが提供される。

## 歴史

### 高速鉄道建設の背景
「ドイツ連邦交通計画 1985」によりプロヒンゲン - ギュンツブルク間の新線建設・在来線改良事業がすでに企画された。交通工学者ハイメアル（Gerhart Heimerl, 1933~2021）は、在来線の改修だけでは最高速度が160 km/hに制限される理由で、シュトゥットガルトの地下駅とウルム方面の自動車道と平行な高速新線を建設するのを提案した。ハイメアルの提案はこの路線建設の始まりで、彼は低速列車と高速列車の混合運行による流動的な勾配などが経路選定の変数だと推論した。1980年代末に付加された方案がバーデン＝ヴュルテンベルク州で検証されて、ウルムおよびアウクスブルク方面の線路改良・新設の混合とレムス谷線の改修などがその例であった。
1991年10月まで二つの企画案のH企画とK企画が選定された。H企画は25 ‰勾配の自動車道A8と平行な高速新線を建設する企画案である。H企画の場合、新線はフォイアーバッハ、シュトゥットガルト地下駅を経て自動車道A8と並行して、その勾配は25 ‰に設定された。K企画はプロヒンゲン - ギュンツブルク間を複々線としてガイスリンゲン峠区間を貨物列車向けの12.5 ‰勾配のトンネルとする企画案である。K企画の場合、シュトゥットガルト中央駅 - プロヒンゲン間は35 ‰最大勾配のトンネルで連結される予定であった。1991年6月当時予算はH企画の場合32億マルクで、K企画の場合40億マルクと算定された、同年10月に連邦鉄道は両方案の修正案、H’企画とK’企画を公表して、予算はそれぞれ32億マルクおよび39億マルクと算定された。1992年ドイツ政府はカールスルーエ大学にシュトゥットガルト - ウルム区間の改良線と高速線に関する研究を依頼して、連邦鉄道は研究結果を検討した。同年9月15日に州政府は自動車道の沿線について賛成の意見を出した。シュトゥットガルト、ウルム、アウクスブルクの高速線および改良線は「ドイツ連邦交通計画1992」で至急なプロジェクトとして含まれた。

### 計画段階
1994年4月18日にシュトゥットガルト21計画が公開されて、1995年11月に連邦政府、州政府、ドイツ鉄道はプロジェクト発展と振興に関する一般協定を締結した。しかしシュトゥットガルト21プロジェクトの実現は1990年代末期頃延期されて、1999年ドイツ鉄道は他の主要プロジェクトの費用増加のため、高速鉄道の完工は2010年以後になる見解を表明した。州政府はドイツ鉄道がプロジェクトを再開する場合のために5億マルクから10億マルクまで予算を確保すると宣言した。2004年10月に建設費用の予測値は15億ユーロから20億2500万ユーロに上がって、原因は経路の変更と不利な地質調査の結果であった。
工事開始は2005年として計画されたものの、財政問題のため遅延した。ティーフェンゼー連邦運輸相、エッティンガーバーデン＝ヴュルテンベルク州首相、メードルン（Hartmut Mehdorn, *1942）ドイツ鉄道会長は2006年10月に高速新線建設について会談したが、建設と関連したシュトゥットガルト21の実行決定は2007年春まで延期となった。同年7月19日に建設計画の移行は決定された。
2013年9月1日付にDBプロジェクト・シュトゥットガルト-ウルム間有限会社（DB Projekt Stuttgart–Ulm GmbH）がプロジェクト監督業務を引き受けた。2015年3月に鉄道建設計画に関する最終許可決議案が公表された。メルクリンゲン＝シュヴァーベン・ジュラ駅の建設は2015年の費用便益分析と自治体の費用分担決定の後に実行された。

### 建設工事と試運転
高速新線建設の予備作業は2010年秋に開始されたものの、シュトゥットガルト21に関する仲裁の間に一時的に中止された。起工式は2012年5月7日に行われた。バーデン＝ヴュルテンベルク州は9億5000万ユーロを負担することに合議して、2015年12月まで約6億ユーロを支出した。工事は2010年11月に2.1c工区で、2011年12月に2.3工区で開始された。長いトンネル掘進の場合、2013年6月にシュタインビュールトンネル工事が、同年夏にボースラートンネル工事がそれぞれ開始された。2014年秋にフィルス川高架橋が着工された。2014年4月初旬にアルプス下降トンネルの掘進が開始された。アルプス高地（Albhochfläche）の7.6 km区間はレオンハルト・ヴァイス建設社とバウアー特殊土木が2015年1月8750万ユーロの建設費で着工した。アルプフォアラントトンネル掘進は2017年11月に出口から、2018年1月に入り口から始まった。12 kmの線路は2019年8月に初めて設置されて、作業はアルプ下降トンネルで実行された。2020年11月に電車線の設置作業が始まった。
2022年1月31日に電車線に電力が供給されて、2月に車両の電気運転試験が始まった。3月にICE TDは試験車両として20 km/hの速度で走行した。

### 開通以後
この路線は2022年12月9日に公式的に開通されて、クレッチュマン州首相と連邦交通省の要人が特別列車の試乗に参席した。二日後、定期時刻表改正と同時に旅客・貨物輸送が正式に開始された。

## 運行形態

### 旅客運送
現在ヴェンドリンゲン連結線とアルプストンネル区間では単線線路のみが運行可能で、ICE列車の全てがとりあえず通行していない。ICE 11、ICE 47、ICE 60列車が120分ごとで運行されて、ウルム中央駅のみに停車する。
地域輸送の場合、地域間快速列車系統が導入された。メルクリンゲン - ウルム区間でドナウ＝イラー運輸連合社 (Donau-Iller-Nahverkehrsverbund GmbH、DING) の運賃システムが適用されている。
- 快速列車（IRE 200）: ヴェンドリンゲン - メルクリンゲン - ウルム。60分間隔。使用車両はヴェクトロン機関車とIC客車の補助機関車方式プッシュプル列車[37]。

### 貨物運送
連邦政府の要件により貨物列車の速度は普段120 km/hで、特定の列車速度は160 km/hまで許容される。最大の貨物重量は、DBネッツの要件により、ウルム方面の場合1065トンに、シュトゥットガルト方面の場合1445トンに制限される。5時30分と23時の間に通行優先権は旅客列車に、その時間帯以外に通行優先権は貨物列車にある。